# 放火癖
放火癖（ほうかへき）は、衝動制御障害・過度の行動嗜癖の一種で、故意に火事を起こしたい衝動にかられ、それを起こすことで満足や安心といった感情を得るものである。また動機はその満足感のためだけであり、よって他の精神障害や、個人的もしくは金銭的・政治的な動機、あるいは報復の為に行われる放火とは区別される。往々にして放火癖者は消防署や消防隊員などといったものに執着をみせる。
放火癖は稀な症状で、発生の程度は1%にも満たない。また、精神科を受診する事も少ない。放火癖は、若くて3歳ほどの子供にも見られる事があるが、これは成人で稀である以上に稀である。放火により逮捕された児童・青年のなかに放火癖者が占める割合もごく僅かにすぎない。放火癖者の90%は男性であるという報告がある。DSM-IVを用いた9282人のアメリカ人に対する調査では、放火癖を含む衝動制御障害を持つ人々の割合は人口の9%にのぼった。また1979年のLEAAによって行われた調査では、放火癖もしくはその他の精神障害が原因で放火事件を起こした者の割合は全体の14%だった。